# باداملق
باداملق روستایی از توابع بخش مرکزی شهرستان شیروان در استان خراسان شمالی است.
    روستای باداملق در فاصله 32 كيلومتری جنوب غربي شيروان واقع است كه از شمال به روستای قزل حصار و از جنوب به كلاته سهراب و كوه تخت ميرزا و از شرق به روستای زوارم و از غرب به روستای اسفيدان بجنورد محدود است. باداملق ۷۸ خانوار و ۲۱۱ نفر جمعيت دارد كه به زبان كردی تكلم مي‌كنند. اين روستا  مردمش از ايل کرمانج ايزانلو و علوی مي‌باشند که اقوام علوی سیّد بوده و افرادی بسیار معتقد هستند. از وسط روستا رودخانه‌ی فصلي و كم آب مي‌گذرد و شغل عمده‌ی آنها کشاورزی ميباشد. كوه هاي تخت ميرزا،  شاه ولايت، نمازگاه، شيرخانه، شاه چيل، تور شيلي و كوركولي و چشمه‌هاي كربلايي كاظم ,چشمه سله,  سرچشمه، پروژ، بيست بره و شاه ولايت در حوزه‌ي باداملق قرار دارد. عمده آنها: فرآوده‌هاي دامي، گندم و جو (ديم) و كشمش است از نظر صنايع دستي باداملق داراي چندين كارگاه قاليبافي است كه انواع قالي به دست هنرمندان اين روستا بافته و معمولاً در مشهد پرداخت مي‌شود و به عنوان قالي مشهد به فروش مي‌رسد كه از مرغوبيت ويژه‌اي برخوردار است.
   كوه تخت ميرزا با پوشش گياهي مناسب (مرتعي) و چشمه‌ سارهاي فراوان يكي از ييلاقهاي جنوبي دامداران عشاير محسوب مي‌شود كه داراي شكار نيز هست. در كوههاي باداملق انواع گياهان خودرو طبي مانند: قسني، كاكوتي، پونه، چريش، شقايق وحشي، درمان تركي، سيب تالك، گون، كماي، پوپك، سامي و ترخ مي‌رويد. هواي ييلاق تخت ميرزا در تابستانها مفرح و شبها نيز كاملاً سرد است. امكانات باداملق در حال حاضر شامل: راه شوسه، سرويس اياب و ذهاب،  مسجد، لوله‌كشي آب از سرچشمه، شركت تعاوني و شوراي ده است. مطلعين در مورد نام روستا معتقدند كه ابتدا محل فعلي روستاي بادام زار بوده و قدمت آن به 400 سال مي‌رسد و داراي 4 برج و حصار بوده كه در حال حاضر آثاري از آنها ديده نمي‌شود.